# Online Film Critics Society Awards/Bester Film
Der Online Film Critics Society Award (OFCS Award) für den besten Film wird seit 1997 jedes Jahr verliehen. Zusätzlich gab es von 1997 bis 2002 ein Ranking der jeweils zehn besten Filme eines Jahres.

## Gewinner und Nominierte
Alle Nominierten eines Jahres sind angeführt, der Sieger steht jeweils zuoberst.

### 1997 bis 1999
1997
L.A. Confidential
Das süße Jenseits (The Sweet Hereafter)
Titanic
1998
Der Soldat James Ryan (Saving Private Ryan)
Das Leben ist schön
Die Truman Show
1999
American Beauty
Being John Malkovich
Fight Club
Insider (The Insider)
Toy Story 2

### 2000 bis 2009
2000
Almost Famous – Fast berühmt (Almost Famous)
Tiger and Dragon (Wòhǔ Cánglóng)
Dancer in the Dark
Requiem for a Dream
Traffic – Macht des Kartells (Traffic)
2001
Memento

Mulholland Drive – Straße der Finsternis (Mulholland Dr.)
Ghost World
In the Bedroom
Der Herr der Ringe: Die Gefährten (The Lord of the Rings – The Fellowship of the Ring)
2002
Der Herr der Ringe: Die zwei Türme (The Lord of the Rings – The Two Towers)
Adaption – Der Orchideen-Dieb (Adaptation.)
Bowling for Columbine
Dem Himmel so fern (Far from Heaven)
Minority Report
2003
Der Herr der Ringe: Die Rückkehr des Königs (The Lord of the Rings – The Return of the King)
City of God (Cidade de Deus)
Kill Bill Vol. 1
Lost in Translation
Mystic River
2004
Vergiss mein nicht! (Eternal Sunshine of the Spotless Mind)
Before Sunset
Garden State
Die Unglaublichen (The Incredibles)
Sideways
2005
A History of Violence
Brokeback Mountain
L.A. Crash
Good Night, and Good Luck.
München
2006
Flug 93
Babel
Children of Men
Departed – Unter Feinden
Pans Labyrinth
2007
No Country for Old Men
Abbitte (Atonement)
Juno
There Will Be Blood
Zodiac – Die Spur des Killers
2008
WALL·E – Der Letzte räumt die Erde auf
Der seltsame Fall des Benjamin Button (The Curious Case of Benjamin Button)
The Dark Knight
Slumdog Millionär
The Wrestler – Ruhm, Liebe, Schmerz
2009
Tödliches Kommando – The Hurt Locker
A Serious Man
Inglourious Basterds
Oben
Up in the Air

### 2010 bis 2019
2010
The Social Network
Black Swan
Inception
Toy Story 3
True Grit
Winter’s Bone
2011
The Tree of Life
The Artist
The Descendants – Familie und andere Angelegenheiten
Drive
Hugo Cabret
2012
Argo
Holy Motors
The Master
Moonrise Kingdom
Zero Dark Thirty
2013
12 Years a Slave
American Hustle
Before Midnight
Blau ist eine warme Farbe (La vie d’Adèle – chapitres 1&2)
Drug War
Gravity
Her
Inside Llewyn Davis
Short Term 12
Kaze Tachinu
2014
Grand Budapest Hotel
Boyhood
Ida
The LEGO Movie
Mommy
Nightcrawler – Jede Nacht hat ihren Preis (Nightcrawler)
Selma
Under the Skin
Whiplash
Zwei Tage, eine Nacht (Deux jours, une nuit)
2015
Mad Max: Fury Road
Brooklyn – Eine Liebe zwischen zwei Welten (Brooklyn)
Carol
Ex Machina
Alles steht Kopf (Inside Out)
Der Marsianer – Rettet Mark Watney (The Martian)
The Revenant – Der Rückkehrer (The Revenant)
Raum (Room)
Sicario
Spotlight
2016
Moonlight
Arrival
Die Taschendiebin (The Handmaiden)
Hell or High Water
Jackie: Die First Lady
La La Land
Manchester by the Sea
O. J. Simpson: Made in America
Paterson
The Witch
2017
Get Out
Call Me by Your Name
Dunkirk
The Florida Project
A Ghost Story
Lady Bird
Mother!
Der seidene Faden (Phantom Thread)
Shape of Water – Das Flüstern des Wassers
Three Billboards Outside Ebbing, Missouri
2018
Roma
BlacKkKlansman
If Beale Street Could Talk
First Reformed
The Favourite – Intrigen und Irrsinn (The Favourite)
A Beautiful Day (You Were Never Really Here)
Auslöschung (Annihilation)
Eighth Grade
Hereditary – Das Vermächtnis (Hereditary)
A Star Is Born
Suspiria
2019
Parasite
The Irishman
Once Upon a Time in Hollywood
Marriage Story
Knives Out – Mord ist Familiensache (Knives Out)
Porträt einer jungen Frau in Flammen (Portrait de la jeune fille en feu)
Wir (Us)
Der schwarze Diamant (Uncut Gems)
1917
Jojo Rabbit

### Ab 2020
2020
1. Nomadland – Regie: Chloé Zhao
1. Da 5 Bloods – Regie: Spike Lee
2. Promising Young Woman – Regie: Emerald Fennell
3. Niemals Selten Manchmal Immer (Never Rarely Sometimes Always) – Regie: Eliza Hittman
4. First Cow – Regie: Kelly Reichardt
5. Minari – Wo wir Wurzeln schlagen (Minari) – Regie: Lee Isaac Chung
6. Sound of Metal – Regie: Darius Marder
7. I’m Thinking of Ending Things – Regie: Charlie Kaufman
8. Soul – Regie: Pete Docter
9. The Trial of the Chicago 7 – Regie: Aaron Sorkin

2021
1. The Power of the Dog – Regie: Jane Campion
1. Drive My Car – Regie: Ryūsuke Hamaguchi
2. Licorice Pizza – Regie: Paul Thomas Anderson
3. Dune – Regie: Denis Villeneuve
4. The Green Knight – Regie: David Lowery
5. Pig – Regie: Michael Sarnoski
6. Der schlimmste Mensch der Welt (Verdens verste menneske) – Regie: Joachim Trier
7. Titane – Regie: Julia Ducournau
8. West Side Story – Regie: Steven Spielberg
9. Belfast – Regie: Kenneth Branagh

2022
1. Everything Everywhere All at Once – Regie: Daniel Kwan, Daniel Scheinert
1. The Banshees of Inisherin – Regie: Martin McDonagh
2. Tár – Regie: Todd Field
3. Die Fabelmans – Regie: Steven Spielberg
4. Nope – Regie: Jordan Peele
5. RRR – Regie: S. S. Rajamouli
6. Top Gun: Maverick – Regie: Joseph Kosinski
7. Aftersun – Regie: Charlotte Wells
8. Die Aussprache (Women Talking) – Regie: Sarah Polley
9. EO – Regie: Jerzy Skolimowski

2023
1. Oppenheimer – Regie: Christopher Nolan
1. Killers of the Flower Moon – Regie: Martin Scorsese
2. The Holdovers – Regie: Alexander Payne
3. Poor Things – Regie: Giorgos Lanthimos
4. Anatomie eines Falls – Regie: Justine Triet
5. Barbie – Regie: Greta Gerwig
6. Past Lives – In einem anderen Leben – Regie: Celine Song
7. May December – Regie: Todd Haynes
8. Asteroid City – Regie: Wes Anderson
9. The Zone of Interest – Regie: Jonathan Glazer

2024
1. Anora – Regie: Sean Baker
1. The Substance – Regie: Coralie Fargeat
2. Der Brutalist – Regie: Brady Corbet
3. Challengers – Rivalen – Regie: Luca Guadagnino
4. Nickel Boys – Regie: RaMell Ross
5. Konklave – Regie: Edward Berger
6. Dune: Part Two – Regie: Denis Villeneuve
7. Nosferatu – Der Untote – Regie: Robert Eggers
8. I Saw the TV Glow – Regie: Jane Schoenbrun
9. Wicked – Regie: Jon M. Chu

## Top 10 Filme Ranking 1997–2002
1997
1. L.A. Confidential
2. Titanic (1997)
3. Das süße Jenseits
4. Boogie Nights
5. Amistad
6. In the Company of Men
7. Contact
8. Der Eissturm
9. Ganz oder gar nicht
10. Irma Vep
1998
1. Der Soldat James Ryan
2. Die Truman Show
3. Das Leben ist schön
4. Pleasantville – Zu schön, um wahr zu sein
5. Shakespeare in Love
6. Der schmale Grat
7. Happiness
8. The Butcher Boy
9. The Big Lebowski
10. Out of Sight
1999
1. American Beauty
2. Being John Malkovich
3. Fight Club
4. Insider
5. Toy Story 2
6. Magnolia
7. Eine wahre Geschichte – The Straight Story
8. The Green Mile
9. Eyes Wide Shut
10. The Blair Witch Project
2000
1. Almost Famous – Fast berühmt
2. Requiem for a Dream
3. Tiger and Dragon
4. Dancer in the Dark
5. Traffic – Macht des Kartells
6. Gladiator
7. Quills – Macht der Besessenheit
8. Die WonderBoys
9. Chicken Run – Hennen rennen und Erin Brockovich
2001
1. Memento und Mulholland Drive – Straße der Finsternis
3. Der Herr der Ringe: Die Gefährten
4. Ghost World
5. In the Bedroom
6. Moulin Rouge!
7. The Man Who Wasn’t There
8. Shrek – Der tollkühne Held
9. Gosford Park und Die Royal Tenenbaums
2002
1. Der Herr der Ringe: Die zwei Türme
2. Dem Himmel so fern
3. Minority Report
4. Adaption.
5. Gangs of New York
6. Der Pianist
7. Bowling for Columbine
8. Punch-Drunk Love
9. Road to Perdition
10. About Schmidt